# Роде, Лиза
Лиза Дайан Роде (англ. Lisa Diane Rohde; род. 12 августа 1955, Wakefield, Небраска) — американская гребчиха, выступавшая за сборную США по академической гребле в период 1977—1984 годов. Серебряная призёрка летних Олимпийских игр в Лос-Анджелесе, победительница и призёрка регат национального значения. После завершения карьеры в гребле посвятила себя медицине.

## Биография
Лиза Роде родилась 12 августа 1955 года в городе Уэйкфилд, штат Небраска.
Занималась академической греблей во время учёбы в Пенсильванском университете, состояла в университетской гребной команде, регулярно принимала участие в различных студенческих регатах. Позже проходила подготовку в Гребной ассоциации в Лонг-Бич.
Начиная с 1977 года находилась в составе американской национальной сборной по академической гребле, в частности в этом сезоне в восьмёрках стартовала на чемпионате мира в Амстердаме. Тем не менее, попасть здесь в число призёров не смогла.
В 1981 году в парных рулевых четвёрках выступила на мировом первенстве в Мюнхене, однако сумела квалифицироваться здесь лишь в утешительный финал B.
Благодаря череде удачных выступлений удостоилась права защищать честь страны на домашних Олимпийских играх 1984 года в Лос-Анджелесе — в составе экипажа, куда также вошли гребчихи Энн Марден, Джоан Линд, Вирджиния Гилдер и рулевая Келли Рикон, показала второй результат в парных рулевых четвёрках, уступив на финише только экипажу из Румынии, и тем самым завоевала серебряную олимпийскую медаль. Вскоре по окончании этих соревнований завершила спортивную карьеру.
Впоследствии окончила медицинскую школу Университета Северной Каролины, после чего работала врачом в Шарлотте в больнице Carolinas Medical Center. Также сотрудничала с такими каролинскими медицинскими учреждениями как Presbyterian Hospital и Carolinas HealthCare System.